# Bothronotoxenus tishechkini
Bothronotoxenus tishechkini  (лат.) — вид мирмекофильных стафилинид из подсемейства Aleocharinae. Эндемик США.

## Распространение
Северная Америка: США, штат Аризона.

## Описание
Мелкие коротконадкрылые жуки. Длина желтовато-песочного тела около 2 мм. Усики 11-члениковые. От близких родов отличается отсутствием килей на голове и пронотуме, сердцевидной формой переднеспинки, передний край которой с двумя выемками и двумя круглыми углублениями. Число члеников лапок на передней, средней и задней парах ног соответственно равно 4-5-5 (формула лапок). Ширина головы 0,57 мм, длина — 0,42 мм. Усики почти в 2 раза длиннее головы (их длина более 1 мм). Нижнечелюстные щупики 4-члениковые, нижнегубные щупики состоят из 3 сегментов (формула щупиков 4,3).
Вид был впервые описан в 2011 году американским колеоптерологом К. Т. Элдриджем (K. Taro Eldredge; Department of Ecology and Evolutionary Biology, and Division of Entomology Biodiversity Institute, Канзасский университет, Лоренс, США) и назван в честь белорусского энтомолога Алексея Тищечкина (Santa Barbara Museum of Natural History, Санта-Барбара, США), собравшего типовую серию. B. tishechkini принадлежит к кладе родов Dinocoryna, Ecitocala, Ecitoxenidia и Microdonia, которые являются мирмекофилами кочевых муравьёв рода Neivamyrmex (Formicidae: Ecitoninae).